# Kowsar
Le Kowsar (ou Kosar) est un missile antinavire à moyenne portée basé à terre et produit par l'Iran. Il peut contourner les systèmes de brouillage électromagnétique.
D'après le commandant du corps des Gardiens de la révolution islamique, le général Yahya Rahim-Safavi, ce missile « ne peut pas être dévié de sa trajectoire, quels que soient les instruments employés contre lui ».
La désignation de Kowsar semblerait apparemment être attribuée à deux missiles différents : les versions produites localement du C-701 chinois et le TL-10A.

## Histoire opérationnelle
Le Kowsar pourrait avoir été employé par les combattants du Hezbollah pour attaquer et endommager la corvette israélienne INS Hanit, au cours du conflit israélo-libanais de 2006,. Il est plus souvent affirmé que le missile C-802, bien plus lourd, serait effectivement l'arme employée, mais il est fort probable que ces affirmations soient basées sur un constat des dégâts initialement exagéré. Si l'on excepte l'avarie de barre et le début d'incendie finalement maîtrisé, le navire a été observé en train de rentrer à sa base par ses propres moyens. En se basant sur l'histoire opérationnelle du missile Harpoon, considéré comme étant assez proche du C-802, on peut légitimement penser que si un vrai C-802 avait été employé, les dommages auraient été bien plus importants.
Un deuxième missile fut tiré mais manqua sa cible et toucha un navire marchand égyptien qui naviguait à 40 km des côtes, lui causant de lourds dommages. Les 13 hommes d'équipage réussirent à quitter le bateau avant qu'il ne sombre, et s'en sortirent sains et saufs.

## Utilisateurs
- Iran
- Hezbollah